# وكس ويدجيتز
وكس ويدجيتز (بالإنجليزية: WxWidgets)‏ هي مجموعة أدوات لإنشاء واجهة المستخدم الرسومية وواجهات للتطبيقات عبر النظام الأساسية - التطبيقات المصغرة تمكن البرنامج من تصميم واجهة المستخدم الرسومية البرمجية للتجميع والعمل على برامج حاسوبية عديدة مع الحد الأدنى لها أو أية تغييرات برمجية. وهو يغطي الأنظمة مثل مايكروسوفت ويندوز ماكنتوش ولينكس / يونيكس (X11 ، والحافز، وجتك + و نظام التشغيل / 2 ونظام التشغيل أميغا وهناك نسخة للأنظمة المدمجة هي قيد التطوير.
يتم استخدام التطبيقات المصغرة عبر العديد من القطاعات الصناعية، وعلى الأخص من قبل زيروكس لصالح مايكرو الأجهزة (إيه إم دي)، شركة لوكهيد مارتن وناسا ومركز التحليلات البحرية. كما انها تستخدم في القطاع العام والتعليم، على سبيل المثال دارتموث كلية طب دارتموث معهد البحوث الوطنية للجينوم البشري، المركز الوطني لمعلومات التكنولوجيا الحيوية وغيرها الكثير. تستخدم التطبيقات المصغرة في العديد من المشاريع المفتوحة المصدر وكذلك من قبل المطورين الفرديين. وهناك خيارات واسعة من المجمعات وغيرها من الأدوات لاستخدامها مع التطبيقات المصغرة، ويتيح تطوير تطبيقات متطورة للغاية على ميزانية ضيقة.
ومن البرمجيات الحرة والمفتوحة المصدر ، وزعت بموجب شروط الترخيص تطبيقات المصغرة والذي يرضي أولئك الذين يرغبون في إنتاج البرمجيات المرخصة وكذلك تلك البرامج المنتجة ذاتياً.

## التاريخ
والتطبيقات المصغرة (ويندوز في البداية) بدأت في عام 1992 من قبل جوليان الذكية في جامعة إدنبرة وقد حققت مرتبة الشرف فيالعلوم الحاسوبية من جامعة سانت أندروز في عام 1986 ، ولا تزال المطور الرئيس.
في 20 فبراير 2004، أعلن مطوري ويندوز تغيير اسم المشروع التطبيقات المصغرة، ونتيجة لذلك طلبت مايكروسوفت من جوليان الذكية احترام العلامات التجارية لمايكروسوفت المملكة المتحدة الخاصة بمصطلح ويندوز.
كان الإصدار الرئيسي 2.4 في 6 يناير 2003، 2.6 في 21 أبريل 2005 و2.8.0 في 14 ديسمبر 2006.
وقد شاركت التطبيقات المصغرة في رمز جوجل منذ صيف 2006.

## وصلات خارجية
- وكس ويدجيتز على موقع Open Hub (الإنجليزية)
- وكس ويدجيتز على موقع Free Software Directory (الإنجليزية)
- الموقع الرسمي